# イタリア宇宙機関

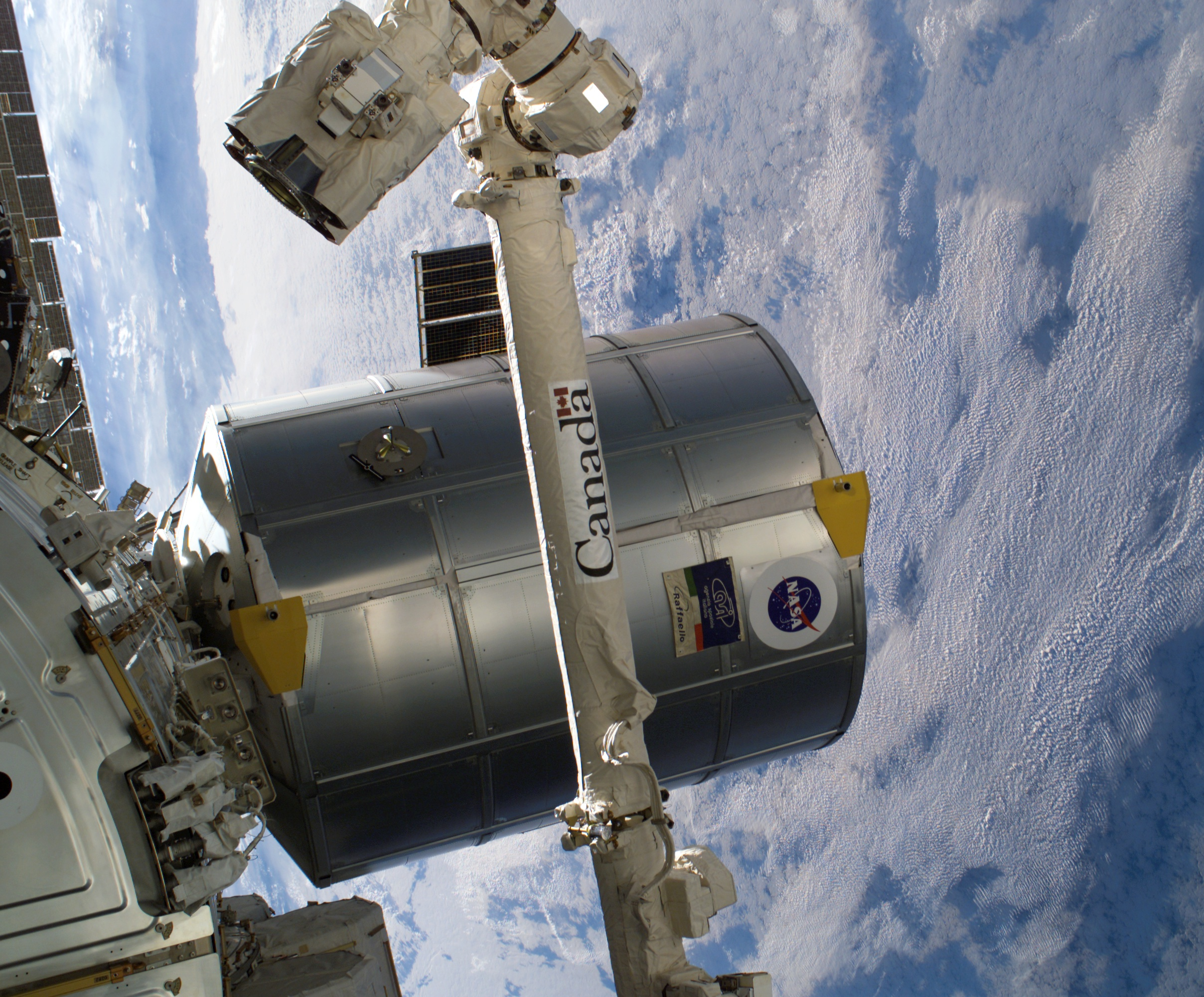
STS-114でISSにドッキングしたラファエロ(MPLM)

イタリア宇宙機関（イタリアうちゅうきかん、伊: Agenzia Spaziale Italiana; ASI、英: Italian Space Agency; ISA）は、イタリアにおける宇宙活動を促進・調整・実施するために1988年に設立された組織である。大学科学技術研究省の監督下で、宇宙技術分野での各種団体や首相と協力して活動している。国際的には、欧州宇宙機関の委員会やその下部組織にイタリアの代表団を派遣している。ASI の公式な本部はローマにあるが、マテーラとトラーパニにも運営施設があり、ケニアの沿岸にはサンマルコ射場がある。

## 成果物
- 多目的補給モジュール(MPLM)は、アメリカの所有だがイタリアが建造したものである。
- ヴェガロケットは、イタリア宇宙機関が開発プログラムを主導したESAの低軌道用人工衛星打ち上げロケットである。開発参加各国中のイタリアの分担比率は65%。